# スーパーサイエンスハイスクール
スーパーサイエンスハイスクールとは文部科学省が科学技術や理科・数学教育を重点的に行う高校を指定する制度のことである。SSHと略記される。2002年（平成14年）度に構造改革特別要求として約7億円の予算が配分され、開始された。
2007年（平成19年）度予算では約14億4443万円、2010年（平成22年）度予算では約20億6500万円、2011年（平成23年）度予算では約24億400万円が配分されており、増額傾向にある。

## 目的
目的は「高等学校及び中高一貫教育校における理科・数学に重点を置いた高レベル教育カリキュラムの開発、大学や研究機関等との効果的な連携方策による研究推進と、将来的に有為で突出した科学技術系人財の育成に資する」とされている。
なお、第二次世界大戦末期にも同様の目的を持った「特別科学学級」という制度が存在した。

## 内容
- 学習指導要領によらない教育課程を編成・実施し、理科・数学に重点を置いたカリキュラムを開発する。
- 大学や研究機関等と連携し生徒が大学で授業を受講、大学の教員や研究者が学校で授業を行うなど、関係機関等との連携方策を研究する。そのための体験実習や合宿なども行われている。
- 論理的思考力、創造性や独創性等を高めるための指導方法等を研究する。テーマに基づいて研究を行い、その成果を発表する活動などが行われている。
- 科学クラブ等の活動を充実させる。また、各種のコンテストなどへの参加も活発に行われている。
- トップクラスの研究者や技術者等との交流、先端技術との出会い、全国のスーパーサイエンスハイスクールの生徒相互の交流等を行う。

## 指定校数の変遷
年度ごとの指定校数は以下の通り。
- 2002年（平成14年）度 - 26校
- 2003年（平成15年）度 - 26校
- 2004年（平成16年）度 - 20校
- 2005年（平成17年）度 - 22校（2002年（平成14年）度指定校の新規指定10校含む）
- 2006年（平成18年）度 - 31校（2003年（平成15年）度指定校の新規指定12校含む）
- 2007年（平成19年）度 - 31校（2002年（平成14年）度～2004年（平成16年）度指定校の新規指定18校含む）
- 2008年（平成20年）度 - 13校（2003年（平成15年）度～2004年（平成16年）度指定校の新規指定5校含む）
- 2009年（平成21年）度 - 9校（2006年（平成18年）度指定校の新規指定2校含む）
- 2010年（平成22年）度 - 36校
- 2011年（平成23年）度 - 38校（2006年（平成18年）度指定校の新規指定18校含む）
- 2012年（平成24年）度 - 73校（2007年（平成19年）度指定校の新規指定38校含む）
- 2013年（平成25年）度 - 43校
- 2014年（平成26年）度 - 9校
- 2015年（平成27年）度 - 新規25校（内・開発型1校、実践型24校）、科学技術人材育成重点枠5校
- 2016年（平成28年）度 - 新規24校（内・開発型6校、実践型18校）、科学技術人材育成重点枠10校
- 2017年（平成29年）度 - 新規77校（内・開発型13校、実践型64校）、科学技術人材育成重点枠8校
- 2018年（平成30年）度 - 基礎枠49校（内・開発型15校、実践型34校）、科学技術人材育成重点枠6校
- 2019年（平成31年）度 - 基礎枠32校（内・開発型14校、実践型18校）、科学技術人材育成重点枠4校、科学技術人材育成重点枠高大接続1コンソーシアム
- 2021年 (令和3年) 度 - 基礎枠21校（内・開発型・実践型20校、先導的改革型1校）、科学技術人材育成重点枠4校

2021年（令和3年）度現在218校が指定されている。指定校の選考においては研究内容・方法、研究計画、研究体制、評価方法・計画等が整っているかを中心に企画評価協力者（学識経験者等）が審査し、地域バランス等も考慮して行われている。
- 開発型：従来のSSHと同様に、研究仮説を一から設定し、新規性のあるカリキュラム等の研究開発を行うもの
- 実践型：過去にも指定を受けている学校が、これまでのカリキュラム開発を基礎として、より実践的な研究開発を行うもの
- 科学技術人材育成重点枠は最長3年で2015年度新設、2019年度から最長5年
- 科学技術人材育成重点枠高大接続は2019年度新設、最長5年

## 制度への批判
国立天文台普及室長の縣秀彦は、SSH指定校からすばる望遠鏡の見学要請を受けた際、望遠鏡のあるハワイ島のマウナ・ケア山（標高4205m）は16歳未満の登頂が禁止されている山であるにもかかわらず、一部の高校の連絡や準備が不十分であったという経験を引いて、SSHの教育活動に「科学技術系人材の育成」という本来の目的だけではなく、「学校の面目や先生の個人的な動機」が介在していると事業に疑問を呈した。またSSHは指定された一部の高校に予算を集中させる制度であるため、教育の機会均等の観点から好ましくなく、「SSHの隣の高校にも理科好きの生徒はいるのですから」と予算を全国の科学館や博物館の充実に向けたほうがよいと指摘した。

## 2002年（平成14年）度指定校
指定期間は2002年（平成14年）度 - 2004年（平成16年）度までの3年間で、既に終了。
現在、山形県立米沢興譲館高等学校と新潟県立長岡高等学校以外の高等学校は2005年（平成17年）度に新規指定もしくは終了経過措置校に指定されている。

## 2003年（平成15年）度指定校
指定期間は2003年（平成15年）度 - 2005年（平成17年）度までの3年間で、既に終了。
なお、山口県立岩国高等学校と三重県立四日市高等学校以外の高等学校は2006年（平成18年）度に新規指定もしくは終了経過措置校に指定されている。

## 2004年（平成16年）度指定校
指定期間は2004年（平成16年）度 - 2006年（平成18年）度までの3年間で、既に終了。
なお、山口県立山口高等学校以外の高等学校は2007年（平成19年）度に新規指定もしくは終了経過措置校に指定されている。

## 2005年（平成17年）度指定校
指定期間は2005年（平成17年）度 - 2009年（平成21年）度までの5年間で、既に終了（2002年（平成14年）度指定校の新規指定も含む）。

### 新規指定校
| - 青森県立八戸北高等学校 - 埼玉県立大宮高等学校 - 神奈川県立西湘高等学校 - 山梨県立都留高等学校 - 兵庫県立尼崎小田高等学校 - 奈良女子大学附属中等教育学校 - 岡山県立倉敷天城高等学校 - 福岡県立小倉高等学校 - 長崎県立長崎西高等学校 - 大分県立大分舞鶴高等学校 - 鹿児島県立錦江湾高等学校 | - 池田学園池田高等学校（鹿児島県） |

### 新規指定校（2002年（平成14年）度指定校）
| - 群馬県立高崎高等学校 - 東京工業大学附属科学技術高等学校 - 長野県諏訪清陵高等学校 - 京都市立堀川高等学校 - 京都教育大学附属高等学校 - 広島県立広島国泰寺高等学校 - 愛媛県立松山南高等学校 - 沖縄県立開邦高等学校 | - 早稲田大学本庄高等学院（埼玉県） - 立命館高等学校（京都府） |

### 2年間の終了経過措置校（2002年（平成14年）度指定校の継続指定）
終了経過措置期間は2005年（平成17年）度、2006年（平成18年）度の2年間で、既に終了。なお、筑波大学附属駒場高等学校、愛知県立岡崎高等学校、高知県立高知小津高等学校、西大和学園高等学校は2007年（平成19年）度に、岡山県立岡山一宮高等学校は2009年（平成21年）度に新規指定されている。
| - 北海道札幌北高等学校 - 宮城県宮城第一高等学校 - 福島県立安積高等学校 - 千葉市立千葉高等学校 - 神奈川県立柏陽高等学校 - 富山県立富山高等学校 - 大阪府立北野高等学校 - 兵庫県立大学附属高等学校 - 岡山県立岡山一宮高等学校 - 福岡県立修猷館高等学校 |

## 2006年（平成18年）度指定校
指定期間は2006年（平成18年）度 - 2010年（平成22年）度の5年間で、既に終了（2003年（平成15年）度指定校の新規指定を含む）。

### 新規指定校
| - 茨城県立水戸第二高等学校 - 埼玉県立川越女子高等学校 - 埼玉県立川越高等学校 - 東京都立小石川高等学校 - 石川県立小松高等学校 - 名古屋市立向陽高等学校 - 名古屋大学教育学部附属高等学校 - 滋賀県立膳所高等学校 - 大阪府立泉北高等学校 - 兵庫県立加古川東高等学校 - 兵庫県立豊岡高等学校 - 和歌山県立向陽高等学校 - 佐賀県立致遠館高等学校 | - 佐野日本大学高等学校（栃木県） - 早稲田大学高等学院（東京都） - 名城大学附属高等学校（愛知県） - 立命館守山高等学校（滋賀県） - 武庫川女子大学附属高等学校（兵庫県） - 清心女子高等学校（岡山県） |

### 新規指定校（2003年（平成15年）度指定校）
| - 岩手県立水沢高等学校 - 群馬県立高崎女子高等学校 - 石川県立金沢泉丘高等学校 - 長野県屋代高等学校 - 岐阜県立岐山高等学校 - 静岡県立磐田南高等学校 - 鳥取県立鳥取東高等学校 - 島根県立松江東高等学校 - 徳島県立城南高等学校 - 香川県立三本松高等学校 - 熊本県立第二高等学校 - 宮崎県立宮崎北高等学校 |

### 2年間の終了経過措置校（2003年（平成15年）度指定校の継続指定）
終了経過措置期間は2006年（平成18年）度、2007年（平成19年）度の2年間で、既に終了。なお、広島大学附属高等学校は1年の終了経過措置を経て、2007年（平成19年）度に新規指定されている。また、秋田県立大館鳳鳴高等学校、新潟県立新潟南高等学校、福井県立高志高等学校、愛知県立一宮高等学校は2008年（平成20年）度に新規指定されている。
| - 北海道帯広柏葉高等学校 - 秋田県立大館鳳鳴高等学校 - 茨城県立竹園高等学校 - 栃木県立宇都宮高等学校 - 新潟県立新潟南高等学校 - 富山県立高岡高等学校 - 福井県立高志高等学校 - 愛知県立一宮高等学校 - 和歌山県立桐蔭高等学校 - 長崎県立諫早高等学校 | - 慶應義塾高等学校（神奈川県） |

## 2007年（平成19年）度指定校
指定期間は2007年（平成19年）度 - 2011年（平成23年）度まで（2002年（平成14年）度 - 2004年（平成16年）度指定校の新規指定を含む）。

### 新規指定校
| - 福島県立福島高等学校 - 茨城県立日立第一高等学校 - 群馬県立桐生高等学校 - 東京都立科学技術高等学校 - 東京都立日比谷高等学校 - 三重県立津高等学校 - 三重県立津西高等学校 - 奈良県立奈良高等学校 - 大阪府立住吉高等学校 - 和歌山県立日高高等学校 - 岡山県立玉島高等学校 - 山口県立宇部高等学校 | - 清真学園高等学校（茨城県） - 静岡北高等学校（静岡県） |

### 新規指定校（2002年（平成14年）度指定校）
| - 筑波大学附属駒場高等学校 - 愛知県立岡崎高等学校 - 高知県立高知小津高等学校 | - 西大和学園高等学校（奈良県） |

### 新規指定校（2003年（平成15年）度指定校）
| - 広島大学附属高等学校 |

### 新規指定校（2004年（平成16年）度指定校）
| - 埼玉県立浦和第一女子高等学校 - 東京都立戸山高等学校 - 石川県立七尾高等学校 - 山梨県立甲府南高等学校 - 岐阜県立恵那高等学校 - 静岡県立清水東高等学校 - 滋賀県立彦根東高等学校 - 京都府立洛北高等学校 - 大阪府立天王寺高等学校 - 和歌山県立海南高等学校 - 島根県立益田高等学校 | - 東海大学付属高輪台高等学校（東京都） |

### 2年間の終了経過措置校（2004年（平成16年）度指定校の継続指定）
終了経過措置期間は2007年（平成19年）度、2008年（平成20年）度の2年間で、既に終了。なお、兵庫県立神戸高等学校は2008年（平成20年）度に、福井県立藤島高等学校は2009年（平成21年）度に新規指定されている。
| - 福島県立相馬高等学校 - 千葉県立柏高等学校 - 福井県立藤島高等学校 - 三重県立松阪高等学校 - 兵庫県立神戸高等学校 | - 芝浦工業大学柏高等学校（千葉県） |

## 2008年（平成20年）度指定校
指定期間は2008年（平成20年）度 - 2012年（平成24年）度まで（2003年（平成15年）度 - 2004年（平成16年）度指定校の新規指定を含む）。

### 新規指定校
| - 栃木県立宇都宮女子高等学校 - 新潟県立柏崎高等学校 - 福井県立武生高等学校 - 愛知県立時習館高等学校 - 大阪府立大手前高等学校 - 大阪府立高津高等学校 | - 玉川学園高等部（東京都） - 明治学園高等学校（福岡県） |

### 新規指定校（2003年（平成15年）度指定校）
| - 秋田県立大館鳳鳴高等学校 - 新潟県立新潟南高等学校 - 福井県立高志高等学校 - 愛知県立一宮高等学校 |

### 新規指定校（2004年（平成16年）度指定校）
| - 兵庫県立神戸高等学校 |

## 2009年（平成21年）度指定校
指定期間は2009年（平成21年）度 - 2013年（平成25年）度まで（2002年（平成14年）度・2004年（平成16年）度指定校の新規指定を含む）。

### 新規指定校
| - 北海道室蘭栄高等学校 - 千葉県立船橋高等学校 - 神奈川県立神奈川総合産業高等学校 - 大阪教育大学附属高等学校天王寺校舎 - 大阪府立三国丘高等学校 - 兵庫県立三田祥雲館高等学校 | - 市川高等学校（千葉県） |

### 新規指定校（2002年（平成14年）度指定校）
| - 岡山県立岡山一宮高等学校 |

### 新規指定校（2004年（平成16年）度指定校）
| - 福井県立藤島高等学校 |

## 2010年（平成22年）度指定校
指定期間は2010年（平成22年）度 - 2014年（平成26年）度まで（2005年（平成17年）度指定校の新規指定を含む）。

### 新規指定校
| - 北海道旭川西高等学校 - 北海道札幌啓成高等学校 - 青森県立三本木高等学校 - 宮城県仙台第三高等学校 - 秋田県立横手清陵学院高等学校 - 福島県立会津学鳳高等学校 - 埼玉県立春日部高等学校 - 千葉県立長生高等学校 - 横浜市立横浜サイエンスフロンティア高等学校 - 長野県飯山北高等学校 - 京都府立桃山高等学校 - 大阪府立生野高等学校 - 大阪府立千里高等学校 - 大阪府立豊中高等学校 - 兵庫県立明石北高等学校 - 山口県立徳山高等学校 - 徳島県立脇町高等学校 - 高松第一高等学校 - 福岡県立城南高等学校 |

### 新規指定校（2005年（平成17年）度指定校）
| - 青森県立八戸北高等学校 - 東京工業大学附属科学技術高等学校 - 山梨県立都留高等学校 - 長野県諏訪清陵高等学校 - 京都教育大学附属高等学校 - 京都市立堀川高等学校 - 兵庫県立尼崎小田高等学校 - 奈良女子大学附属中等教育学校 - 岡山県立倉敷天城高等学校 - 広島県立広島国泰寺高等学校 - 愛媛県立松山南高等学校 - 福岡県立小倉高等学校 - 長崎県立長崎西高等学校 - 大分県立大分舞鶴高等学校 - 鹿児島県立錦江湾高等学校 | - 早稲田大学本庄高等学院（埼玉県） - 立命館高等学校（京都府） |

## 2011年（平成23年）度指定校
指定期間は2011年（平成23年）度 - 2015年（平成27年）度まで。
| - 岩手県 岩手県立盛岡第三高等学校 - 福島県 福島県立磐城高等学校 - 茨城県 茨城県立水戸第二高等学校 ※ - 埼玉県 埼玉県立川越高等学校 ※ - 埼玉県 埼玉県立川越女子高等学校 ※ - 埼玉県 埼玉県立熊谷高等学校 - 埼玉県 埼玉県立不動岡高等学校 - 千葉県 千葉県立柏高等学校 ＊ - 東京都 東京都立小石川中等教育学校 ※ - 神奈川県 神奈川県立西湘高等学校 ＊ - 石川県 石川県立金沢泉丘高等学校 ※ - 石川県 石川県立小松高等学校 ※ - 福井県 福井県立若狭高等学校 - 長野県 長野県屋代高等学校 ※ - 静岡県 静岡県立磐田南高等学校 ※ - 愛知県 名古屋大学教育学部附属高等学校 ※ - 愛知県 愛知県立刈谷高等学校 - 愛知県 愛知県立明和高等学校 - 滋賀県 滋賀県立膳所高等学校 ※ - 大阪府 大阪府立岸和田高等学校 - 大阪府 大阪市立東高等学校 - 兵庫県 神戸市立六甲アイランド高等学校 - 奈良県 奈良県立青翔高等学校 - 和歌山県 和歌山県立向陽高等学校 ※ - 香川県 香川県立観音寺第一高等学校 - 福岡県 福岡県立香住丘高等学校 - 福岡県 福岡県立嘉穂高等学校 - 福岡県 福岡県立八幡高等学校 - 佐賀県 佐賀県立致遠館高等学校 ※ - 熊本県 熊本県立熊本北高等学校 - 熊本県 熊本県立第二高等学校 ※ - 大分県 大分県立日田高等学校 | - 栃木県 作新学院高等学校 - 茨城県 茗溪学園高等学校 - 東京都 早稲田大学高等学院 ※ - 愛知県 名城大学附属高等学校 ※ - 岡山県 金光学園高等学校 - 岡山県 清心女子高等学校 ※ |

＊…過去にも指定を受けている学校
※…平成18年度指定で、平成23年度新規指定に採択された学校

## 2012年（平成24年）度指定校
指定期間は2012年（平成24年）度 - 2016年（平成28年）度まで。
| - 北海道 北海道釧路湖陵高等学校 - 北海道 北海道札幌西高等学校 - 北海道 北海道札幌開成高等学校 - 岩手県 岩手県立釜石高等学校 - 岩手県 岩手県立水沢高等学校 ＊ - 宮城県 宮城県仙台第一高等学校 - 宮城県 宮城県古川黎明高等学校 - 山形県 山形県立鶴岡南高等学校 - 山形県 山形県立米沢興譲館高等学校 ＊ - 福島県 福島県立福島高等学校 ※ - 茨城県 茨城県立並木中等教育学校 - 茨城県 茨城県立日立第一高等学校 ※ - 栃木県 栃木県立足利高等学校 - 栃木県 栃木県立栃木高等学校 - 群馬県 群馬県立桐生高等学校 ※ - 埼玉県 埼玉県立浦和第一女子高等学校 ※ - 埼玉県 埼玉県立熊谷女子高等学校 - 埼玉県 埼玉県立熊谷西高等学校 - 埼玉県 埼玉県立松山高等学校 - 千葉県 千葉市立千葉高等学校 ＊ - 東京都 筑波大学附属駒場高等学校 ※ - 東京都 東京学芸大学附属高等学校 - 東京都 東京都立科学技術高等学校 ※ - 東京都 東京都立多摩科学技術高等学校 - 東京都 東京都立日比谷高等学校 ※ - 石川県 石川県立七尾高等学校 ※ - 山梨県 山梨県立甲府南高等学校 ※ - 山梨県 山梨県立巨摩高等学校 - 山梨県 山梨県立韮崎高等学校 - 山梨県 山梨県立日川高等学校 - 山梨県 北杜市立甲陵高等学校 - 岐阜県 岐阜県立恵那高等学校 ※ - 岐阜県 岐阜県立岐阜農林高等学校 - 静岡県 静岡県立清水東高等学校 ※ - 愛知県 愛知県立岡崎高等学校 ※ - 三重県 三重県立伊勢高等学校 - 滋賀県 滋賀県立虎姫高等学校 - 滋賀県 滋賀県立彦根東高等学校 ※ - 京都府 京都府立嵯峨野高等学校 - 京都府 京都府立洛北高等学校 ※ - 大阪府 大阪府立園芸高等学校 - 大阪府 大阪府立四條畷高等学校 - 大阪府 大阪府立住吉高等学校 ※ - 大阪府 大阪府立泉北高等学校 ＊ - 大阪府 大阪府立天王寺高等学校 ※ - 兵庫県 兵庫県立加古川東高等学校 ＊ - 兵庫県 兵庫県立豊岡高等学校 ＊ - 奈良県 奈良県立奈良高等学校 ※ - 和歌山県 和歌山県立海南高等学校 ※ - 和歌山県 和歌山県立日高高等学校 ※ - 島根県 島根県立益田高等学校 ※ - 岡山県 岡山県立玉島高等学校 ※ - 岡山県 岡山県立津山高等学校 - 広島県 広島大学附属高等学校 ※ - 広島県 広島県立西条農業高等学校 - 山口県 山口県立宇部高等学校 ※ - 高知県 高知県立高知小津高等学校 ※ - 福岡県 福岡県立鞍手高等学校 - 福岡県 福岡県立明善高等学校 - 宮崎県 宮崎県立宮崎北高等学校 ＊ | - 北海道 学校法人札幌日本大学学園 札幌日本大学高等学校 - 北海道 学校法人立命館 立命館慶祥高等学校 - 茨城県 学校法人清真学園 清真学園高等学校 ※ - 東京都 学校法人東海大学 東海大学付属高輪台高等学校 ※ - 東京都 学校法人文京学院 文京学院大学女子高等学校 - 静岡県 学校法人静岡理工科大学 静岡北高等学校 ※ - 滋賀県 学校法人立命館 立命館守山高等学校 ＊ - 兵庫県 学校法人武庫川学院 武庫川女子大学附属高等学校 ＊ - 奈良県 学校法人奈良学園 奈良学園高等学校 - 奈良県 学校法人西大和学園 西大和学園高等学校 ※ - 岡山県 学校法人加計学園 岡山理科大学附属高等学校 - 広島県 学校法人安田学園 安田女子高等学校 - 鹿児島県 学校法人池田学園 池田学園池田高等学校 ＊ |

＊…過去にも指定を受けている学校
※…平成19年度指定で、平成24年度新規指定に採択された学校

## 2017年（平成29年）度指定校
指定期間は2017年（平成29年）度 - 2021年（令和3年）度まで。
| - 北海道 北海道岩見沢農業高等学校 - 北海道 北海道滝川高等学校 - 北海道 北海道旭川西高等学校 - 北海道 北海道札幌啓成高等学校 - 北海道 北海道室蘭栄高等学校 - 北海道 北海道北見北斗高等学校 - 北海道 市立札幌開成中等教育学校 - 北海道 北海道釧路湖陵高等学校 - 大分県 大分県立佐伯鶴城高等学校 | - 北海道 学校法人札幌日本大学学園 札幌日本大学高等学校 - 北海道 学校法人立命館 立命館慶祥中学校・高等学校 - 神奈川県 聖光学院中学校・高等学校 |

## 2019年（平成31年）度指定校
平成31年度基礎枠内定校 及び 科学技術人材育成重点枠内定校

### 基礎枠・開発型
- 岩手県 公立 岩手県立一関第一高等学校・附属中学校
- 福島県 公立 福島県立安積高等学校
- 栃木県 公立 栃木県立大田原高等学校
- 群馬県 公立 群馬県立前橋高等学校
- 東京都 国立 国立大学法人 お茶の水女子大学附属高等学校
- 神奈川県 公立 神奈川県立相模原高等学校
- 神奈川県 公立 神奈川県立多摩高等学校
- 愛知県 公立 愛知県立旭丘高等学校
- 三重県 公立 三重県立上野高等学校
- 三重県 公立 三重県立桑名高等学校
- 兵庫県 公立 兵庫県立小野高等学校
- 兵庫県 公立 兵庫県立宝塚北高等学校
- 徳島県 公立 徳島県立富岡西高等学校
- 沖縄県 公立 沖縄県立向陽高等学校

### 基礎枠・実践型
- 北海道 公立 北海道滝川高等学校
- 宮城県 公立 宮城県古川黎明中学校・高等学校
- 茨城県 公立 茨城県立竜ヶ崎第一高等学校
- 埼玉県 公立 埼玉県立熊谷西高等学校
- 千葉県 公立 千葉県立佐倉高等学校
- 千葉県 公立 千葉県立船橋高等学校
- 千葉県 私立 学校法人市川学園 市川中学校・高等学校
- 東京都 国立 東京学芸大学附属国際中等教育学校
- 東京都 公立 東京都立戸山高等学校
- 富山県 公立 富山県立富山中部高等学校
- 福井県 公立 福井県立藤島高等学校
- 静岡県 公立 静岡県立浜松工業高等学校
- 静岡県 私立 学校法人静岡理工科大学 静岡北中学校・高等学校
- 大阪府 私立 学校法人大阪医科薬科大学 高槻中学校・高等学校
- 兵庫県 私立 学校法人武庫川学院 武庫川女子大学附属中学校・高等学校
- 岡山県 公立 岡山県立岡山一宮高等学校
- 徳島県 公立 徳島県立徳島科学技術高等学校
- 宮崎県 公立 宮崎県立宮崎北高等学校

### 科学技術人材育成重点枠（基礎）
12校応募
- 京都府 私立 立命館高等学校
- 兵庫県 公立 兵庫県立神戸高等学校
- 香川県 公立 香川県立観音寺第一高等学校
- 宮崎県 公立 宮崎県立宮崎北高等学校

### 科学技術人材育成重点枠（高大接続）
3コンソーシアム応募
- 千葉県 公立 
  - 幹事校 - 千葉県立船橋高等学校
  - 参画校 - 千葉県立柏高等学校、千葉県立木更津高等学校、千葉県立佐倉高等学校、千葉県立長生高等学校

接続大学 - 千葉大学

## 2020年（令和2年）度指定校
スーパーサイエンスハイスクール（ＳＳＨ）令和２年度基礎枠 及び 科学技術人材育成重点枠 内定校

### 基礎枠・開発型
- 北海道 公立 北海道函館中部高等学校
- 神奈川県 公立 神奈川県立平塚江南高等学校
- 兵庫県 公立 兵庫県立姫路西高等学校
- 兵庫県 公立 兵庫県立姫路東高等学校
- 兵庫県 国立 国立大学法人神戸大学附属中等教育学校
- 島根県 公立 島根県立松江南高等学校
- 宮崎県 公立 宮崎県立延岡高等学校
- 宮崎県 公立 宮崎県立宮崎西高等学校　宮崎県立宮崎西高等学校附属中学校
- 鹿児島県 公立 鹿児島県立甲南高等学校

### 基礎枠・実践型
- 北海道 公立 北海道札幌啓成高等学校
- 埼玉県 公立 埼玉県立春日部高等学校
- 神奈川県 公立 神奈川県立厚木高等学校
- 京都府 公立 京都府立桃山高等学校
- 大阪府 公立 大阪府立生野高等学校
- 大阪府 公立 大阪府立豊中高等学校
- 兵庫県 公立 兵庫県立明石北高等学校
- 奈良県 国立 国立大学法人奈良女子大学附属中等教育学校
- 岡山県 公立 岡山県立倉敷天城高等学校
- 山口県 公立 山口県立徳山高等学校
- 徳島県 公立 徳島県立脇町高等学校
- 香川県 公立 高松第一高等学校
- 福岡県 公立 福岡県立城南高等学校
- 長崎県 公立 長崎県立長崎西高等学校
- 大分県 公立 大分県立大分舞鶴高等学校
- 神奈川県 横浜市 公立 横浜市立横浜サイエンスフロンティア高等学校
- 愛知県 名古屋市 公立 名古屋市立向陽高等学校

### 基礎枠・先導的改革型
- 京都府 私立 学校法人立命館 立命館高等学校
- 愛媛県 公立 愛媛県立松山南高等学校

### 科学技術人材育成重点枠
- 北海道 私立 学校法人札幌日本大学学園 札幌日本大学高等学校
- 山形県 公立 山形県立米沢興譲館高等学校
- 京都府 公立 京都府立嵯峨野高等学校
- 大阪府 公立 大阪府立天王寺高等学校
- 奈良県 公立 奈良県立奈良高等学校

## 2021年（令和3年）度指定校
スーパーサイエンスハイスクール（ＳＳＨ）令和３年度基礎枠 及び 科学技術人材育成重点枠 内定校

### 基礎枠・開発型・実践型
38校応募・指定20校。指定期間5年。
- 北海道 公立 北海道旭川西高等学校
- 山形県 公立 山形県立酒田東高等学校
- 福島県 公立 福島県立会津学鳳高等学校・中学校
- 群馬県 公立 群馬県立高崎高等学校
- 千葉県 公立 千葉県立長生高等学校
- 東京都 公立 東京都立科学技術高等学校
- 東京都 公立 東京都立富士高等学校・附属中学校
- 神奈川県 公立 神奈川県立横須賀高等学校
- 石川県 公立 石川県立小松高等学校
- 長野県 公立 長野県飯山高等学校
- 愛知県 公立 愛知県立刈谷高等学校
- 愛知県 私立 名城大学附属高等学校
- 三重県 公立 三重県立松阪高等学校
- 滋賀県 公立 滋賀県立膳所高等学校
- 兵庫県 公立 兵庫県立尼崎小田高等学校
- 奈良県 公立 奈良県立青翔高等学校・青翔中学校
- 鳥取県 公立 鳥取県立鳥取西高等学校
- 岡山県 私立 清心中学校・清心女子高等学校
- 熊本県 公立 熊本県立鹿本高等学校
- 大分県 公立 大分県立日田高等学校

### 先導的改革型
5校応募・指定1校。指定期間3年。
- 長野県 公立 長野県屋代高等学校・附属中学校

### 科学技術人材育成重点枠
9校応募・指定4校。指定期間最長5年。
- 愛知県 公立 愛知県立時習館高等学校
- 滋賀県 公立 滋賀県立膳所高等学校
- 兵庫県 公立 兵庫県立尼崎小田高等学校
- 大分県 公立 大分県立大分舞鶴高等学校

## 2022年（令和4年）度指定校
スーパーサイエンスハイスクール（SSH）令和4年度基礎枠 及び 科学技術人材育成重点枠　内定校

### 基礎枠・開発型・実践型
- 北海道 公立 北海道北見北斗高等学校
- 北海道 公立 市立札幌開成中等教育学校
- 岩手県 公立 岩手県立釜石高等学校
- 宮城県 公立 宮城県仙台第一高等学校
- 宮城県 公立 宮城県仙台第三高等学校
- 山形県 公立 山形県立東桜学館中学校・高等学校
- 山形県 公立 山形県立米沢興譲館高等学校
- 福島県 公立 福島県立福島高等学校
- 茨城県 公立 茨城県立並木中等教育学校
- 茨城県 公立 茨城県立日立第一高等学校・附属中学校
- 茨城県 私立 学校法人清真学園　清真学園高等学校・中学校
- 群馬県 公立 群馬県立桐生高等学校
- 埼玉県 公立 埼玉県立川越女子高等学校
- 埼玉県 公立 さいたま市立大宮北高等学校
- 埼玉県 公立 川口市立高等学校
- 千葉県 公立 千葉県立木更津高等学校
- 千葉県 公立 千葉市立千葉高等学校
- 東京都 公立 東京都立小石川中等教育学校
- 東京都 公立 東京都立多摩科学技術高等学校
- 東京都 公立 東京都立日比谷高等学校
- 神奈川県 公立 神奈川県立横浜緑ケ丘高等学校
- 山梨県 公立 山梨県立韮崎高等学校
- 山梨県 公立 山梨県立日川高等学校
- 山梨県 公立 北杜市立甲陵高等学校
- 愛知県 公立 愛知県立明和高等学校
- 三重県 公立 三重県立伊勢高等学校
- 京都府 公立 京都府立嵯峨野高等学校
- 大阪府 公立 大阪府立岸和田高等学校
- 大阪府 公立 大阪府立千里高等学校
- 大阪府 公立 大阪府立三国丘高等学校
- 兵庫県 公立兵庫県立加古川東高等学校
- 兵庫県 公立 兵庫県立三田祥雲館高等学校
- 兵庫県 公立 兵庫県立豊岡高等学校
- 兵庫県 公立 兵庫県立長田高等学校
- 兵庫県 公立 神戸市立六甲アイランド高等学校
- 鳥取県 公立 鳥取県立米子東高等学校
- 岡山県 公立 岡山県立玉島高等学校
- 岡山県 公立 岡山県立津山高等学校
- 広島県 公立 広島県立西条農業高等学校
- 香川県 公立 香川県立観音寺第一高等学校
- 福岡県 公立 福岡県立鞍手高等学校
- 佐賀県 公立 佐賀県立致遠館高等学校・佐賀県立致 遠館中学校
- 熊本県 公立 熊本県立天草高等学校
- 熊本県 公立 熊本県立熊本北高等学校
- 大分県 公立 大分県立佐伯鶴城高等学校
- 鹿児島県 公立 鹿児島県立錦江湾高等学校
- 鹿児島県 私立 学校法人池田学園　池田中学・高等学校